# 吉川興經
吉川興經（1508年—1550年）是日本戰國時代的武將。幼名千法師，安藝國豪族之一，父親是吉川元經，母親是毛利元就的異母妹，因為父親元經在他年幼時便去世，因此興經是由祖父國經輔佐登上家主寶座。

## 生平
在吉川興經成年後，積極擴大吉川家在安藝國北部跟石見國南部的勢力範圍，成為大內義隆、尼子經久兩方都著意拉攏的對象，由於地緣關係和祖父國經的妹妹是尼子經久正室這兩層原因，吉川家長期靠攏尼子家。但是在尼子晴久攻擊姑丈毛利元就的吉田郡山城失敗後，接受大內家招攬，從尼子家叛出。
可是在大內義隆率兵圍攻尼子家本據月山富田城，吉川興經陣前倒戈，再度加入尼子方，成為大內方潰敗的原因之一，也打壞與姻親毛利家的關係。內政上也起用外樣大塩右衛門尉壓制叔父吉川經世、老臣森脇祐有，引起家臣不滿，因而在1547年被毛利元就趁虛而入，聯合吉川經世迫得吉川興經退位，改由元就次子吉川元春繼承吉川家。
吉川興經被迫隱居後，有關他將叛逃再起的傳言不斷，他本人雖致信毛利家辯解，但早有將他肅清意圖的毛利元就並不採信，1550年9月時命令熊谷信直跟天野隆重攻擊興經的隱居地，將他與兒子千法師雙雙殺害。